# 绝命派对
《绝命派对》是2009年上映的一部台湾恐怖电影，由柯孟融执导，張睿家，黄志玮等主演。本片讲述的是一个普通的年轻司机，拿到一张神秘派对的邀请卡，他伪装成其老板的表弟去参加，结果在很多人在这场派对中受到了残酷的袭击。本片很多情节模仿了影片《恐懼鬥室》和《恐怖旅舍》等西方恐怖片中的场景模式，并且邀请了日本知名AV女优小泽玛莉亚在片中出演。《绝命派对》上映后票房不如预期，為台灣少數的血腥虐殺片。

## 角色
| 演員   | 飾演角色 | 角色介紹                         |
| ------ | -------- | -------------------------------- |
| 張睿家 | 建緯     | 黃董司機，冒充黃董表弟參加派對。 |
| 朱蕾安 | 小瞳     | 櫃檯人員，派對受邀者。           |
| 黃志瑋 | 楊董     | 金字塔頂端。                     |
| 何嘉文 | 何莉     | 看護，派對受邀者。               |
| 馬國賢 | 林委員   | 民意代表，派對受邀者。           |

### 特別客串
| 演員       | 飾演角色 | 角色介紹                 |
| ---------- | -------- | ------------------------ |
| 楊俐思     | 派對女   | 派對焦點，熱舞高手。     |
| 小澤瑪莉亞 | Dana     | 超級名模，建緯夢中情人。 |
| 高英軒     | Richard  | 鋼琴家教，派對受邀者。   |